# Gilberto Milani
Gilberto Milani (Milano, 13 maggio 1932 – Varese, 30 ottobre 2021) è stato un dirigente sportivo e pilota motociclistico italiano ritiratosi dall'attività agonistica nel 1969.

## Carriera
Settimo di nove fratelli, Milani iniziò a correre nel 1949, disputando alcune gare di Regolarità con una Lambretta. Il 1951 vide il pilota milanese fare il suo debutto nella Velocità, sempre con lo scooter Innocenti. Nel 1953 Milani partecipò al rinato Giro Motociclistico d'Italia con una Sterzi 175, terminando al terzo posto di classe; in quella stagione vincerà anche a Pescara. La stagione seguente vide Milani ingaggiato dalla Mondial: con le 125 e 175 monoalbero della Casa dei conti Boselli il pilota lombardo otterrà diverse vittorie. In seguito a questi brillanti risultati Milani passerà nel 1955 a disputare l'Italiano Seniores. Le stagioni 1955 e 1956, però, saranno avare di soddisfazioni per il centauro milanese, penalizzato da alcune decisioni della Mondial, come il doppio ritiro al Motogiro e alla Milano-Taranto '55.
Il 1956 vide anche l'esordio di Milani nel Motomondiale, sotto le insegne della MV Agusta, al GP delle Nazioni classe 125, nel quale si ritirò per caduta. Nella stagione seguente fu chiesto a Milani di ridiventare Juniores: vincerà l'Italiano della 500 con l'MV 4 cilindri. Ritornato Seniores, il 1958 vide ancora Milani in MV, per la quale corse appena tre gare. Tra il 1959 e il 1961 corse con Paton, Norton, Honda (fu il primo europeo a portare in gara la 250 4 cilindri nipponica, al "Nazioni" 1960), Benelli e Bianchi. Nel 1962 passò all'Aermacchi come meccanico, pilota e collaudatore, dove resterà fino al termine della carriera.
Milani sarà prima guida dell'Aermacchi, ottenendo diversi piazzamenti con il modello Ala d'Oro nelle classi 250, 350 e 500. La sua annata migliore nel Mondiale fu il 1969, quando sfiorò la vittoria al GP di Jugoslavia della 350, battuto in volata dalla Jawa di Silvio Grassetti. La successiva gara della 500 lo vide di nuovo in testa finché non cadde a causa dell'asfalto reso viscido dalla pioggia. La caduta segnò il ritiro di Milani dalle competizioni ma non dall'ambiente delle corse, divenendo Direttore Sportivo Aermacchi. Con il nuovo ruolo accompagnerà l'ascesa delle RR 250-350 bicilindriche due tempi, pilotate prima da Renzo Pasolini e successivamente da Walter Villa. Con l'avvento della Cagiva, Milani continuò ad operare nel Reparto Corse di Schiranna, dapprima seguendo la 500 da GP e poi le Mito 125 nel campionato Sport Production.

## Risultati nel motomondiale

### Classe 125
| 1956 | Classe | Moto      |  |  |  |  |  |     |  |  |  |  |  |  |  | Punti | Pos. |
| ---- | ------ | --------- |  |  |  |  |  | --- |  |  |  |  |  |  |  | ----- | ---- |
| 1956 | 125    | MV Agusta |  |  |  |  |  | Rit |  |  |  |  |  |  |  | 0     |      |

| 1961 | Classe | Moto  |  |  |  |  |  |  |  |  |    |  |  |  |  | Punti | Pos. |
| ---- | ------ | ----- |  |  |  |  |  |  |  |  | -- |  |  |  |  | ----- | ---- |
| 1961 | 125    | Paton |  |  |  |  |  |  |  |  | 12 |  |  |  |  | 0     |      |

| Legenda | 1º posto        | 2º posto            | 3º posto            | A punti      | Senza punti        | Grassetto – Pole position Corsivo – Giro più veloce |
| Legenda | Gara non valida | Non qual./Non part. | Ritirato/Non class. | Squalificato | '-' Dato non disp. | Grassetto – Pole position Corsivo – Giro più veloce |

### Classe 250
| 1959 | Classe | Moto  |    |  |   |   |    |   |   |   |  |  |  |  |  | Punti | Pos. |
| ---- | ------ | ----- | -- |  | - | - | -- | - | - | - |  |  |  |  |  | ----- | ---- |
| 1959 | 250    | Paton | NE |  | - | - | NE | - | - | 7 |  |  |  |  |  | 0     |      |

| 1960 | Classe | Moto            |    |   |   |     |   |   |   |  |  |  |  |  |  | Punti | Pos. |
| ---- | ------ | --------------- | -- | - | - | --- | - | - | - |  |  |  |  |  |  | ----- | ---- |
| 1960 | 250    | Benelli e Honda | NE | - | - | Rit | - | - | 5 |  |  |  |  |  |  | 2     | 14º  |

| 1962 | Classe | Moto      |   |   |   |   |   |   |   |   |   |    |   |  |  | Punti | Pos. |
| ---- | ------ | --------- | - | - | - | - | - | - | - | - | - | -- | - |  |  | ----- | ---- |
| 1962 | 250    | Aermacchi | - | - | - | - | - | - | - | - | 5 | NE | - |  |  | 2     | 20º  |

| 1963 | Classe | Moto      |   |   |    |  |   |   |   |   |    |   |   |   |  | Punti | Pos. |
| ---- | ------ | --------- | - | - | -- |  | - | - | - | - | -- | - | - | - |  | ----- | ---- |
| 1963 | 250    | Aermacchi | 6 | - | AN |  | - | - | - | - | NE | - | - | - |  | 1     | 20º  |

| 1964 | Classe | Moto      |   |   |   |     |   |   |   |   |   |    |    |   |  | Punti | Pos. |
| ---- | ------ | --------- | - | - | - | --- | - | - | - | - | - | -- | -- | - |  | ----- | ---- |
| 1964 | 250    | Aermacchi | - | - | - | Rit | 6 | 9 | - | 4 | - | NE | 10 | - |  | 4     | 17º  |

| 1965 | Classe | Moto      |   |   |   |   |   |   |   |   |   |   |   |   |   | Punti | Pos. |
| ---- | ------ | --------- | - | - | - | - | - | - | - | - | - | - | - | - | - | ----- | ---- |
| 1965 | 250    | Aermacchi | - | 6 | - | - | 7 | 7 | - | - | - | - | - | - | - | 1     | 28º  |

| 1966 | Classe | Moto      |     |   |   |   |   |   |   |   |   |   |   |   |  | Punti | Pos. |
| ---- | ------ | --------- | --- | - | - | - | - | - | - | - | - | - | - | - |  | ----- | ---- |
| 1966 | 250    | Aermacchi | Rit | - | 7 | - | - | - | - | - | - | - | - | - |  | 0     |      |

| 1967 | Classe | Moto      |  |   |   |     |   |   |   |   |   |   |   |   |   | Punti | Pos. |
| ---- | ------ | --------- |  | - | - | --- | - | - | - | - | - | - | - | - | - | ----- | ---- |
| 1967 | 250    | Aermacchi |  | - | - | Rit | - | - | - | - | - | - | - | - | 5 | 2     | 16º  |

| 1968 | Classe | Moto      |   |   |  |   |   |   |   |   |   |   |  |  |  | Punti | Pos. |
| ---- | ------ | --------- | - | - |  | - | - | - | - | - | - | - |  |  |  | ----- | ---- |
| 1968 | 250    | Aermacchi | - | - |  | 9 | - | - | 5 | - | - | - |  |  |  | 2     | 14º  |

| Legenda | 1º posto        | 2º posto            | 3º posto            | A punti      | Senza punti        | Grassetto – Pole position Corsivo – Giro più veloce |
| Legenda | Gara non valida | Non qual./Non part. | Ritirato/Non class. | Squalificato | '-' Dato non disp. | Grassetto – Pole position Corsivo – Giro più veloce |

### Classe 350
| 1959 | Classe | Moto   |   |  |   |    |    |   |   |   |  |  |  |  |  | Punti | Pos. |
| ---- | ------ | ------ | - |  | - | -- | -- | - | - | - |  |  |  |  |  | ----- | ---- |
| 1959 | 350    | Norton | - |  | - | NE | NE | - | - | 6 |  |  |  |  |  | 1     | 16º  |

| 1961 | Classe | Moto             |    |     |    |    |   |    |   |   |   |   |    |  |  | Punti | Pos. |
| ---- | ------ | ---------------- | -- | --- | -- | -- | - | -- | - | - | - | - | -- |  |  | ----- | ---- |
| 1961 | 350    | Bianchi e Norton | NE | Rit | NE | 25 | - | NE | - | - | - | - | NE |  |  | 0     |      |

| 1962 | Classe | Moto      |    |    |  |   |    |    |   |   |     |   |    |  |  | Punti | Pos. |
| ---- | ------ | --------- | -- | -- |  | - | -- | -- | - | - | --- | - | -- |  |  | ----- | ---- |
| 1962 | 350    | Aermacchi | NE | NE |  | - | NE | NE | - | - | Rit | - | NE |  |  | 0     |      |

| 1963 | Classe | Moto      |    |   |    |   |   |    |   |   |   |   |    |    |  | Punti | Pos. |
| ---- | ------ | --------- | -- | - | -- | - | - | -- | - | - | - | - | -- | -- |  | ----- | ---- |
| 1963 | 350    | Aermacchi | NE | 5 | NE | - | - | NE | - | - | - | - | NE | NE |  | 2     | 18º  |

| 1964 | Classe | Moto      |    |    |    |     |   |    |   |   |   |   |   |   |  | Punti | Pos. |
| ---- | ------ | --------- | -- | -- | -- | --- | - | -- | - | - | - | - | - | - |  | ----- | ---- |
| 1964 | 350    | Aermacchi | NE | NE | NE | Rit | - | NE | 4 | - | - | - | - | - |  | 3     | 13º  |

| 1965 | Classe | Moto      |    |   |    |    |   |   |    |   |   |   |   |   |   | Punti | Pos. |
| ---- | ------ | --------- | -- | - | -- | -- | - | - | -- | - | - | - | - | - | - | ----- | ---- |
| 1965 | 350    | Aermacchi | NE | - | NE | NE | 6 | 5 | NE | - | 4 | - | - | - | - | 6     | 12º  |

| 1966 | Classe | Moto      |    |   |   |    |    |   |   |   |   |  |   |   |  | Punti | Pos. |
| ---- | ------ | --------- | -- | - | - | -- | -- | - | - | - | - |  | - | - |  | ----- | ---- |
| 1966 | 350    | Aermacchi | NE | - | 4 | 12 | NE | - | - | - | - |  | - | - |  | 3     | 18º  |

| 1967 | Classe | Moto      |    |   |    |   |   |    |   |   |    |   |   |    |   | Punti | Pos. |
| ---- | ------ | --------- | -- | - | -- | - | - | -- | - | - | -- | - | - | -- | - | ----- | ---- |
| 1967 | 350    | Aermacchi | NE | 6 | NE | 6 | 7 | NE | - | - | NE | - | - | NE | 5 | 4     | 12º  |

| 1968 | Classe | Moto      |   |    |   |   |    |   |   |    |   |   |  |  |  | Punti | Pos. |
| ---- | ------ | --------- | - | -- | - | - | -- | - | - | -- | - | - |  |  |  | ----- | ---- |
| 1968 | 350    | Aermacchi | - | NE | - | 3 | NE | - | - | NE | - | - |  |  |  | 4     | 9º   |

| 1969 | Classe | Moto      |   |   |    |   |   |    |   |   |   |   |   |   |  | Punti | Pos. |
| ---- | ------ | --------- | - | - | -- | - | - | -- | - | - | - | - | - | - |  | ----- | ---- |
| 1969 | 350    | Aermacchi | - | - | NE | - | - | NE | - | - | - | - | - | 2 |  | 12    | 14º  |

| Legenda | 1º posto        | 2º posto            | 3º posto            | A punti      | Senza punti        | Grassetto – Pole position Corsivo – Giro più veloce |
| Legenda | Gara non valida | Non qual./Non part. | Ritirato/Non class. | Squalificato | '-' Dato non disp. | Grassetto – Pole position Corsivo – Giro più veloce |

### Classe 500
| 1961 | Classe | Moto   |    |  |  |     |  |  |  |  |  |  |  |  |  | Punti | Pos. |
| ---- | ------ | ------ | -- |  |  | --- |  |  |  |  |  |  |  |  |  | ----- | ---- |
| 1961 | 500    | Norton | NE |  |  | Rit |  |  |  |  |  |  |  |  |  | 0     |      |

| 1968 | Classe | Moto  |  |  |  |  |  |  |  |  |  |     |  |  |  | Punti | Pos. |
| ---- | ------ | ----- |  |  |  |  |  |  |  |  |  | --- |  |  |  | ----- | ---- |
| 1968 | 500    | LinTo |  |  |  |  |  |  |  |  |  | Rit |  |  |  | 0     |      |

| 1969 | Classe | Moto      |  |   |  |  |   |  |  |  |  |  |   |     |  | Punti | Pos. |
| ---- | ------ | --------- |  | - |  |  | - |  |  |  |  |  | - | --- |  | ----- | ---- |
| 1969 | 500    | Aermacchi |  | 7 |  |  | 4 |  |  |  |  |  | 2 | Rit |  | 24    | 8º   |

| 1970 | Classe | Moto      |  |  |  |  |  |  |  |    |  |  |     |  |  |  |  |  |  |  |  |  |  |  | Punti | Pos. |
| ---- | ------ | --------- |  |  |  |  |  |  |  | -- |  |  | --- |  |  |  |  |  |  |  |  |  |  |  | ----- | ---- |
| 1970 | 500    | Aermacchi |  |  |  |  |  |  |  | NE |  |  | Rit |  |  |  |  |  |  |  |  |  |  |  | 0     |      |

| Legenda | 1º posto        | 2º posto            | 3º posto            | A punti      | Senza punti        | Grassetto – Pole position Corsivo – Giro più veloce |
| Legenda | Gara non valida | Non qual./Non part. | Ritirato/Non class. | Squalificato | '-' Dato non disp. | Grassetto – Pole position Corsivo – Giro più veloce |